# ULAP

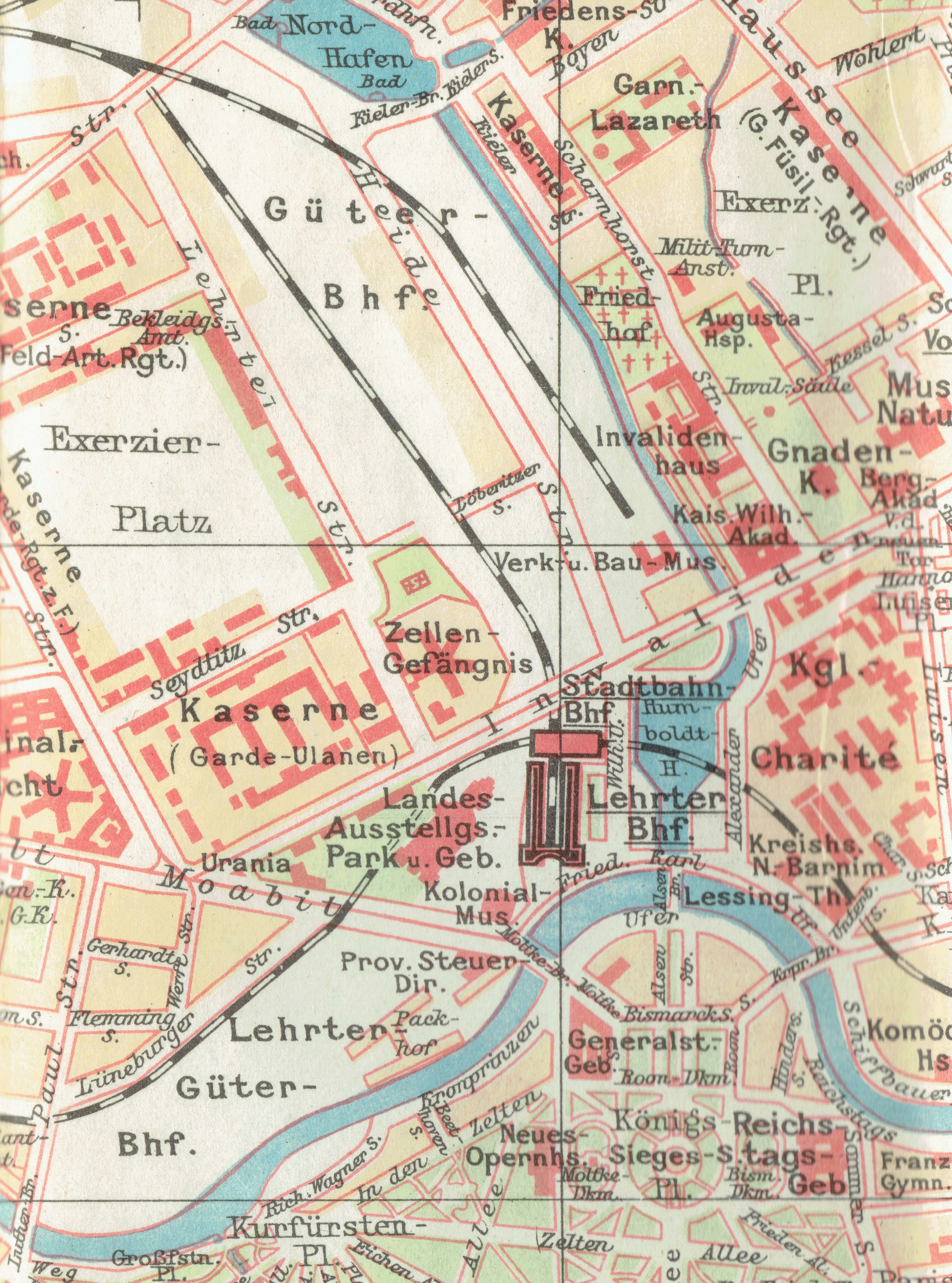
Kartenausschnitt in Berlin-Moabit mit dem Landes-Ausstellungs-Park, 1915

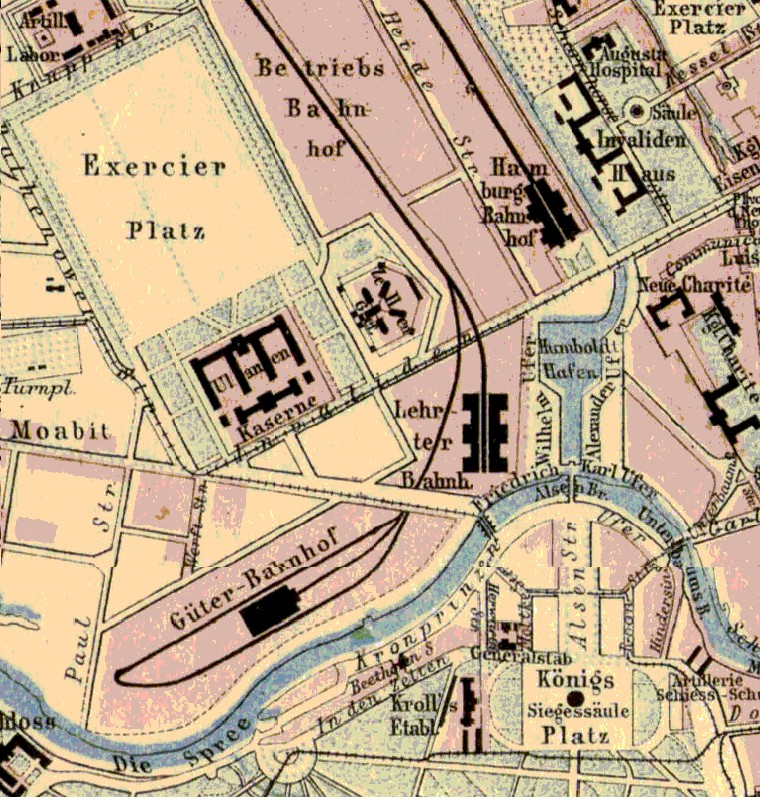
Das spätere ULAP-Gelände nördlich des Lehrter Güterbahnhof, noch vor dem Bau der Stadtbahn, 1875

ULAP bezeichnet den ehemaligen Universum Landes-Ausstellungs-Park im Berliner Ortsteil Moabit im Bezirk Mitte. Der Park lag in einem aus Invalidenstraße, der Straße Alt-Moabit und dem heutigen Berliner Hauptbahnhof gebildeten Dreieck. Er wurde schon in den ersten Jahren seines Bestehens von der Berliner Stadtbahn durchschnitten. Der ursprüngliche Name Landesausstellungspark wurde mit dem Start als Vergnügungspark ab 1921 mit dem Zusatz Universum versehen.

## Geschichte

### 18. und 19. Jahrhundert

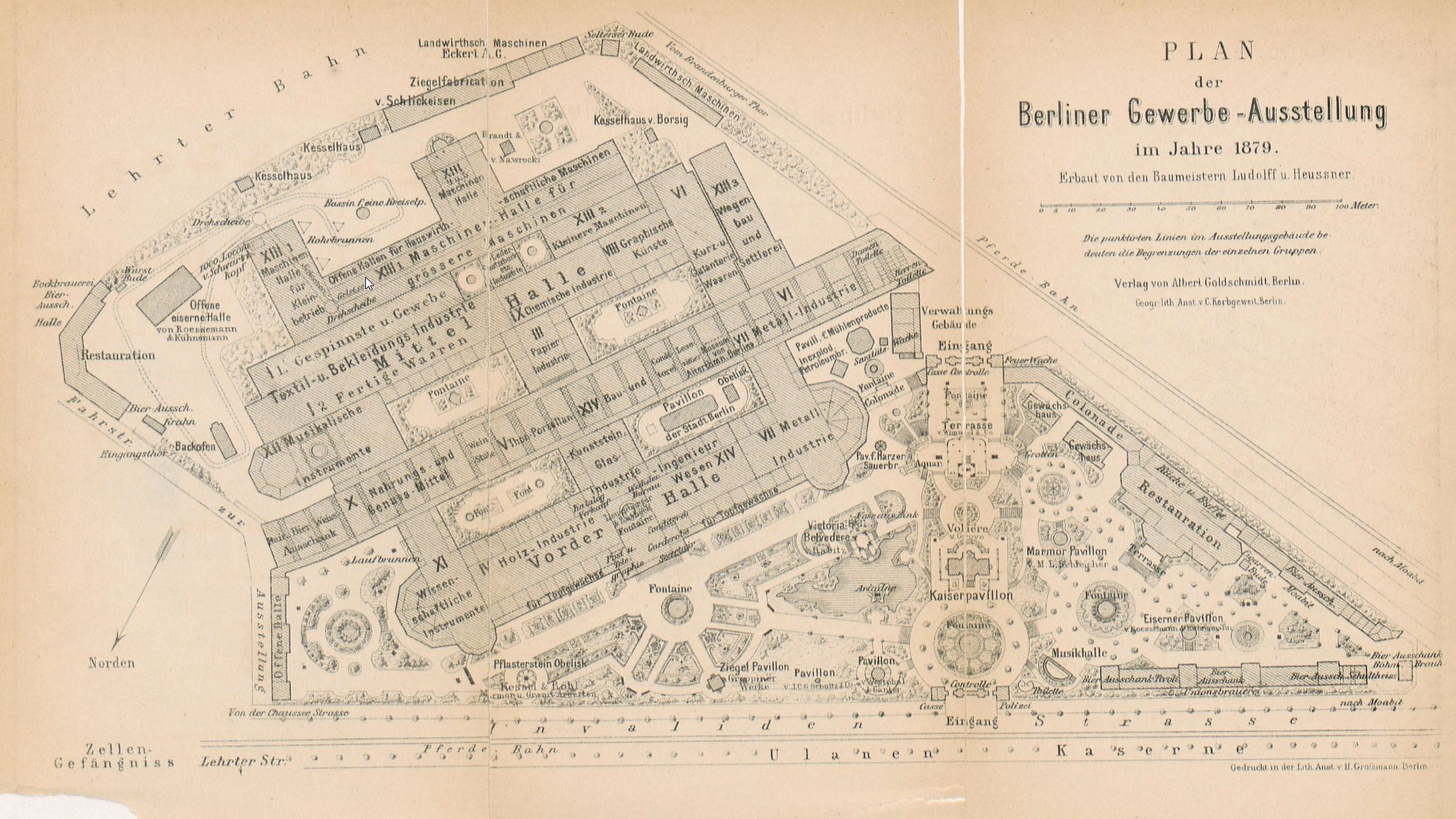
Lageplan der Berliner Gewerbeausstellung 1879 mit den Viaduktpfeilern der Stadtbahn, die Rundstrecke der elektrischen Siemens-Bahn ist oben links dargestellt

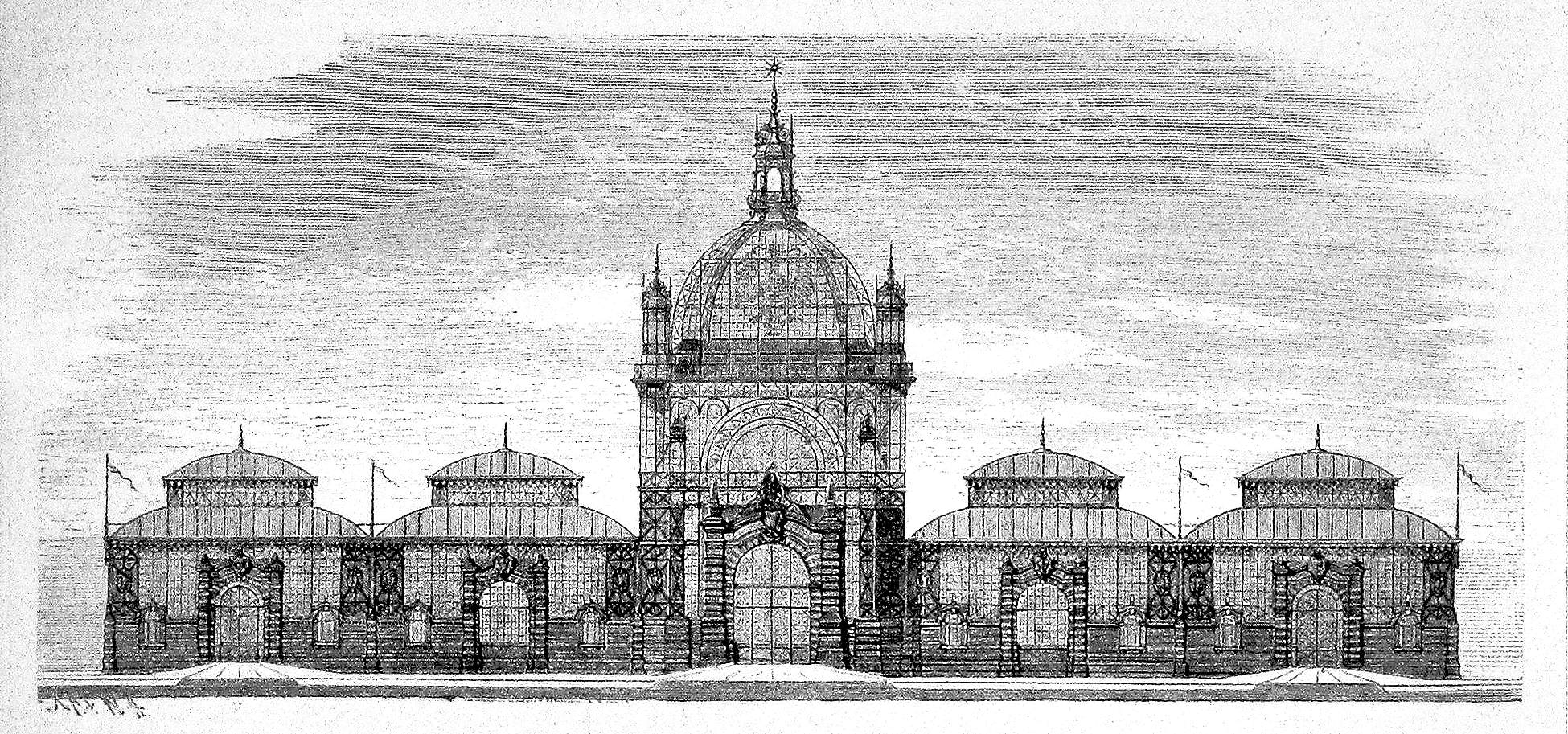
Das Hauptgebäude der Allgemeinen deutschen Ausstellung für Hygiene und Rettungswesen in Berlin 1882

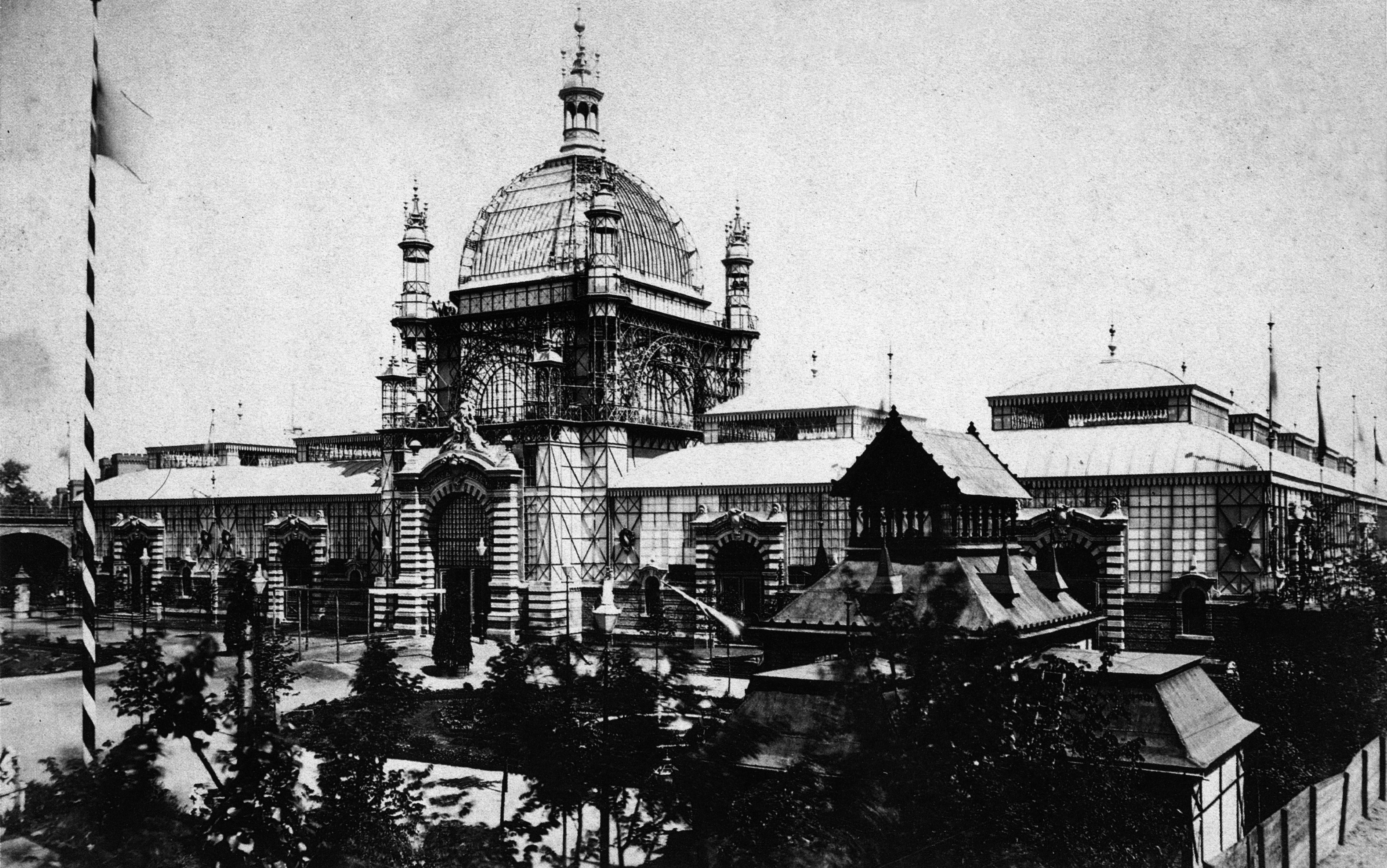
Der Ausstellungspalast der ULAP, um 1885

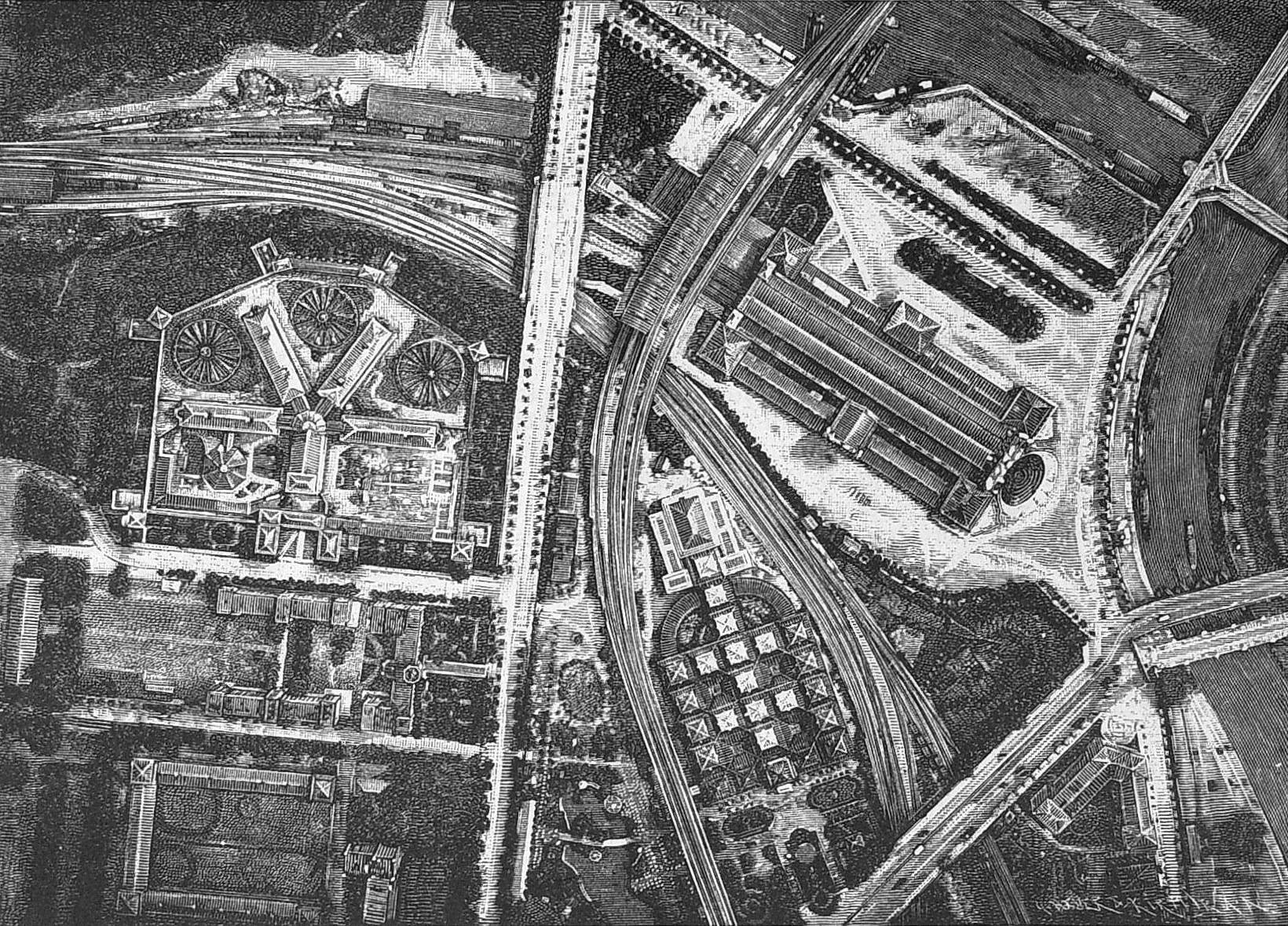
„Momentphotographie des Ausstellungsgebäudes, Lehrter Bahnhofs u.s.w.“, 1886

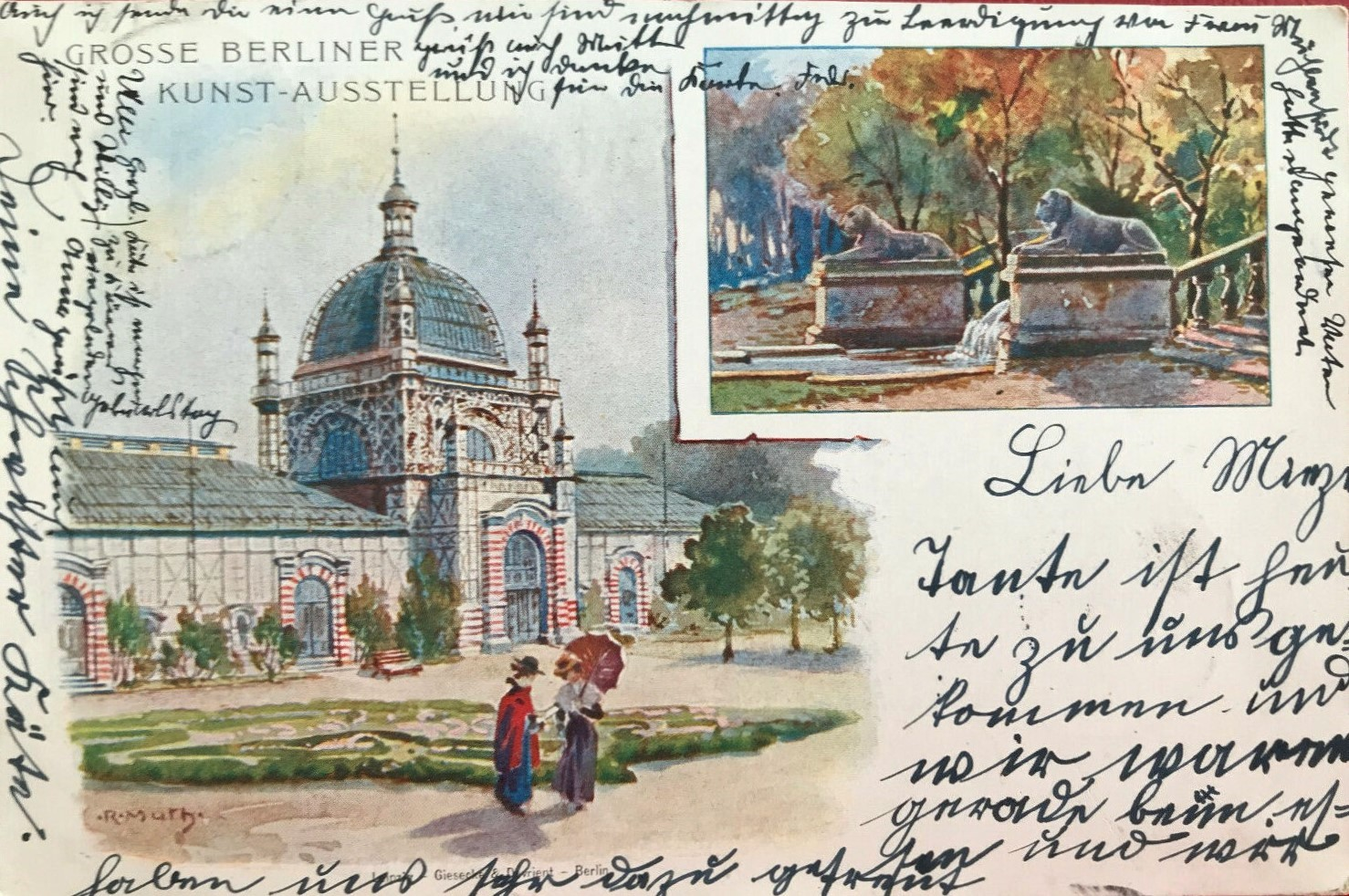
Richard Muth: Postkarte zur Grossen Berliner Kunstausstellung 1904

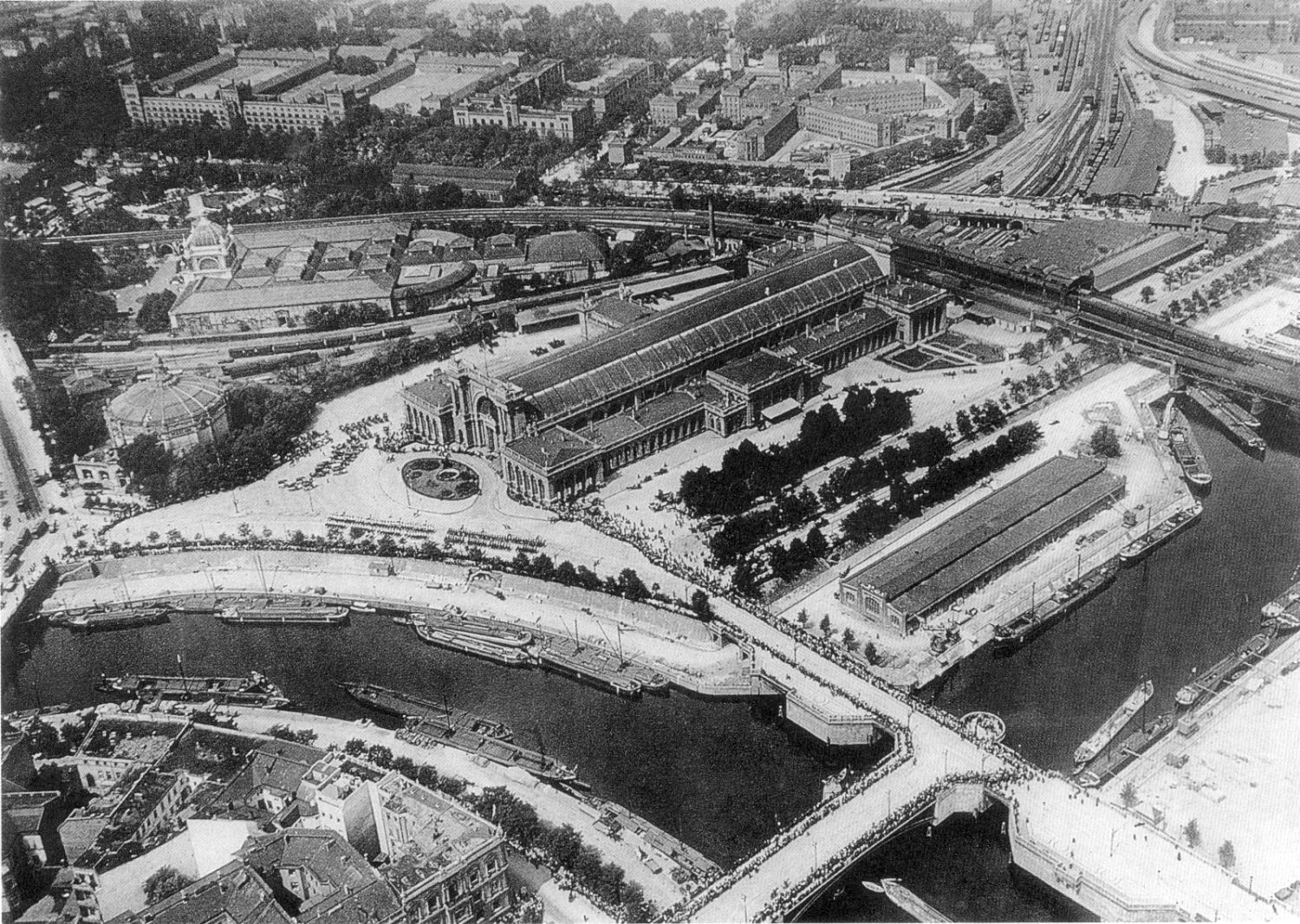
Der Ausstellungspalast der ULAP links zwischen den Gleisen. In der Mitte der Lehrter Bahnhof, 1910

Bis zum Beginn des 18. Jahrhunderts war das Gebiet unbesiedeltes, unfruchtbares Heidegelände vor den Toren der Stadt. Ab 1717 siedelten sich hugenottische Familien an, die Gartenbau und Seidenraupenzucht betrieben. Hier liegt der Beginn der zivilen Nutzung des Moabiter Landes. Karl Friedrich Schinkel und Peter Joseph Lenné wurden mit dem Entwurf von Bebauungsplänen für das freigewordene Gelände beauftragt. Durch städtebauliche Veränderungen und die Entwicklung des Verkehrsnetzes wurden diese Pläne nie umgesetzt.
In der Nähe wurde 1868 der Lehrter Bahnhof eröffnet, dessen Güterbahnhof das Gelände südlich begrenzte. Am 15. Mai 1882 folgte die Betriebsaufnahme der Stadtbahn mit dem Lehrter Stadtbahnhof, die das Gelände im Norden durchschnitt. Dies begünstigte die Errichtung eines Ausstellungsgeländes.
Die Berliner Gewerbeausstellung 1879 eröffnete am 31. Mai für rund vier Monate auf dem Dreieck der ULAP zwischen Invalidenstraße, der Straße Alt-Moabit und dem Lehrter Bahnhof auf einer Fläche von etwa 61.000 m². Die Berliner Stadtbahnstrecke befand sich 1879 im Bau, die bereits fertiggestellten Viaduktbögen wurden in die Ausstellungshallen integriert. Einer der Höhepunkte dieser Ausstellung war die Vorführung der ersten elektrischen Lokomotive durch Werner Siemens.
Nach einem Großbrand in der „Allgemeinen deutschen Ausstellung für Hygiene und Rettungswesen“ am 12. Mai 1882 entstand 1883 ein Ausstellungspalast aus Glas und Stahl, der mit der „Deutschen Hygieneausstellung“ eröffnet wurde. Bis zum Bau des Berliner Messegeländes ab 1925 am 1926 eröffneten Berliner Funkturm fanden hier Ausstellungen statt, darunter die alljährliche Große Berliner Kunstausstellung.

### 20. Jahrhundert
Während des Ersten Weltkriegs wurden auf dem Gelände Zünder produziert. Im Jahr 1919 wurden auf dem Gelände ermordete Spartakisten aus dem Zellengefängnis Lehrter Straße, den Moabiter Kasernen und dem Kriminalgericht verscharrt. 1927 fand man bei Elektrifizierungsarbeiten der Stadtbahn 126 Leichen. Ab Ende 1919 bis etwa 1928 fanden im Glaspalast wieder Kunstausstellungen statt.
Am 1. Juli 1922 eröffnete im nordwestlichen Teil des Geländes ein Vergnügungspark, der in Konkurrenz zum Lunapark stand. Dieser Vergnügungspark wurde bis zur Insolvenz der Betreibergesellschaft im Jahr 1925 betrieben.
Seit Beginn der Dreißiger Jahre fanden auch Versammlungen der NSDAP in den Veranstaltungsräumen statt. Im Februar 1933 richtete die SA unter dem Restaurant des Ausstellungsgebäudes eine Folterkammer ein. Hier wurden im März 1933 rund 70–80 Festgenommene verschleppt, darunter der Rechtsanwalt Günther Joachim, der so grausam gequält wurde, dass er nach wenigen Tagen den Misshandlungen erlag. Von 1933 bis 1936 wurde das ULAP-Gelände von der SA-Sturmbannabteilung II unter anderem zum Exerzieren genutzt.
Ab 1936 wurde auf dem Gelände die Deutsche Luftfahrtsammlung Berlin als Luftfahrtmuseum mit dem größten Verkehrsflugboot der Welt, der Dornier Do X, gezeigt. Reste dieses Flugzeugs befanden sich noch in den 1960er Jahren auf dem ULAP-Gelände. Auf dem Gelände befand sich ab 1938 auch das Kameradschaftsheim der AEG.
In der Nacht zum 23. April 1945 wurden 16 politische Gefangene des Moabiter Gefängnisses Lehrter Straße, die meisten von ihnen Beteiligte der Verschwörung vom 20. Juli 1944, darunter Albrecht Haushofer, von einem SS-Trupp in den Park geführt und ermordet, bis auf einen, der schwerverletzt überlebte. Eine Woche danach wurden die beiden flüchtigen Naziführer Martin Bormann und der SS-Arzt Ludwig Stumpfegger tot auf der Brücke der Invalidenstraße oberhalb des ULAP-Geländes aufgefunden. Sie hatten vermutlich am Morgen des 2. Mai 1945 auf der Flucht Suizid begangen und wurden auf dem ULAP-Gelände verscharrt. Bei Erdkabelarbeiten der Post wurden 1972 zwei Skelette im Boden entdeckt, die unter anderem durch DNA-Analyse Bormann und Stumpfegger zugeordnet werden konnten. Kriegsbedingt sind vom ULAP nur wenige Reste erhalten geblieben, insbesondere nach einem Luftangriff im November 1943.
Das alte Torwächterhaus stand der Bahntrasse des neuen Hauptbahnhofs im Wege und wurde abgerissen. Das auf der gegenüberliegenden Straßenseite gelegene Haus, in dem heute das Restaurant Paris–Moskau zu finden ist, wird oft mit dem Torwächterhaus verwechselt; es hatte aber nichts mit dem ULAP zu tun.
Im Jahr 1961 rückte das Gelände durch den Mauerbau an den Rand von West-Berlin. Die meisten Gebäude wurden 1963 gesprengt. Lediglich die Freitreppe ist erhalten worden, die Löwenskulpturen vom Eingang wurden im Garten des Deutschen Technikmuseums Berlin aufgestellt und 2009 zum wiederhergestellten Neuen Museum umgesetzt. Das ULAP-Gelände wurde als Lagerfläche, für Kleingärten und von der Bahn genutzt. Ein Teil des Geländes wurde nach 1990 für die neue Trasse des Hauptbahnhofs genutzt.

### Aktuelle Entwicklung
Auf einigen Flächen des Geländes fand 2004 das zweite internationale Sandskulpturenfestival statt. Unter dem Thema „Elemente“ nahmen zehn internationale Künstler an dieser Veranstaltung teil und präsentierten der Öffentlichkeit bis zu zwölf Meter hohe Sandskulpturen.
Die Straße am ULAP erinnerte an diesen Park, der zwischen der heutigen Stadtbahntrasse und der Straße Alt-Moabit lag; sie wurde im Jahr 2005 allerdings nach Clara Jaschke umbenannt, einer der ersten Berliner Eisenbahnbeamtinnen. Die neu angelegten Straßen auf dem Gelände tragen die Namen von Bertha Benz, Katharina Paulus, Ilse Schaeffer, Ella Trebe und Agnes von Zahn-Harnack. Als Ausnahme von der Regel, neue Straßen im Bezirk nur nach Frauen zu benennen, wurde am 6. Mai 2008 hinter dem Gelände die Ufer-Promenade nach Magnus Hirschfeld benannt.
Der Rest des Geländes mit der stark verwilderten Freitreppe und einem alten Baumbestand wurde ab 2005 zu einer Parkanlage umgestaltet, die am 25. Juni 2008 der Öffentlichkeit übergeben wurde.
Südwestlich des Geländes zur Spree hin, begrenzt durch die S-Bahn-Trasse und die Straße Alt-Moabit, steht der Neubau des im April 2015 bezogenen Bundesministeriums des Innern.

## ULAP-Quartier
Das nordwestlich des ULAP-Parks jenseits der Stadtbahn gelegene 32.000 Quadratmeter große Fläche soll nach dem Siegerentwurf eines städtebaulichen Wettbewerbes mit Hochhäusern entwickelt werden. Das sogenannte ULAP-Quartier wird von der Invalidenstraße, der Straße Alt Moabit, der Emma-Herwegh-Straße und dem Bahnviadukt begrenzt.

## Park

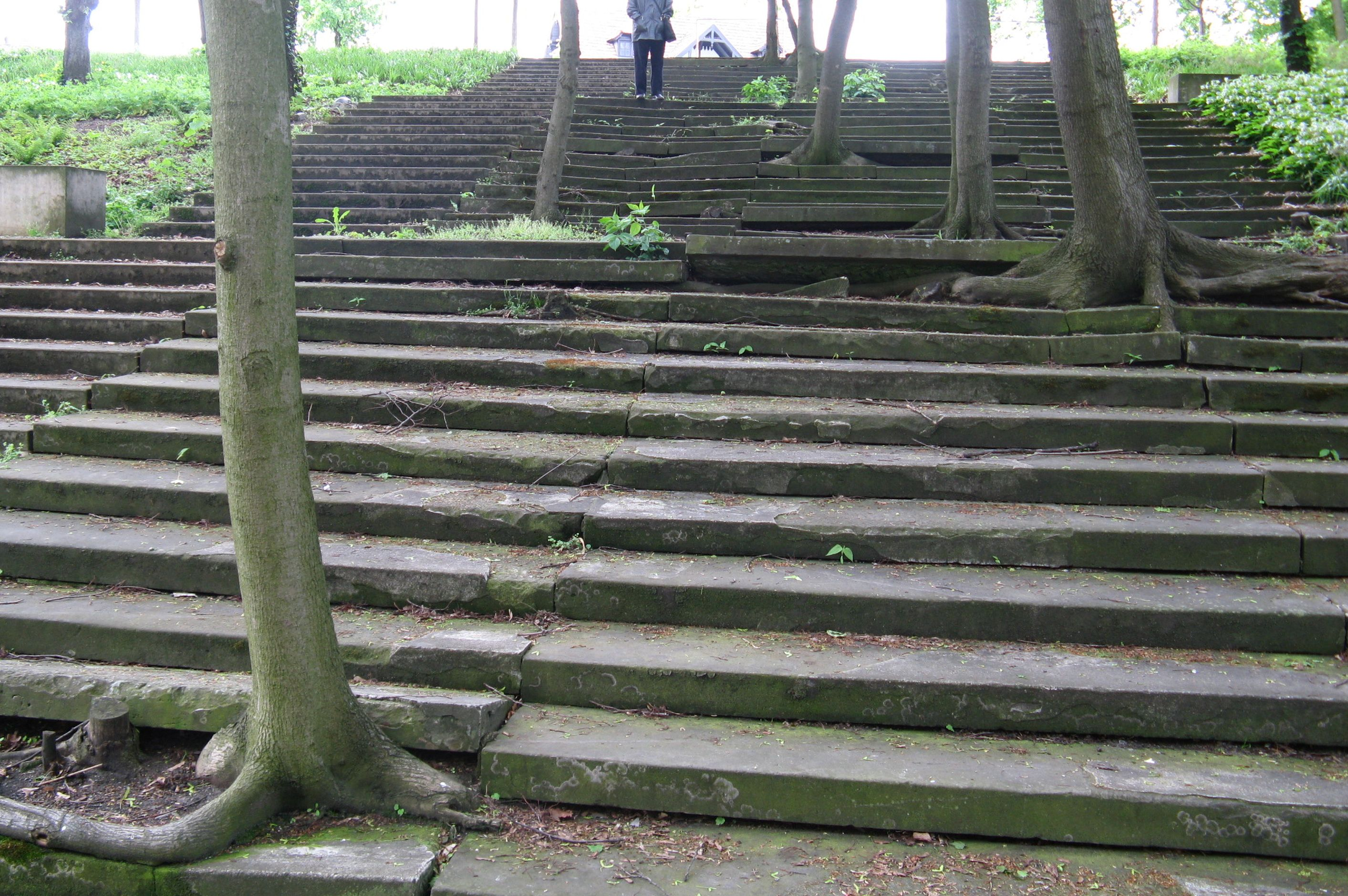
Freitreppe des Ausstellungsparks ULAP vom Damm der Straße Alt-Moabit herunterführend, 2010

Der verbliebene Rest des ULAP-Geländes mit 1,4 Hektar Fläche wurde zwischen 2007 und 2008 nach Plänen des Büros Rehwaldt Landschaftsarchitekten aus Dresden zu einem schlichten Stadtpark umgestaltet, der als Multifunktionsfläche und Ruhepunkt dienen soll.
Die erhaltene große Freitreppe auf das ehemalige Ausstellungsgelände wurde in die Neugestaltung mit einbezogen: nur ein schmaler Teil der Treppe wurde wieder begehbar gemacht, der verwilderte größere Teil mit den durch die Stufen wachsenden Bäumen wurde erhalten. Der Hang ist mit bodendeckenden Gräsern und Stauden dicht bewachsen.
Der kleine dreieckige Platz am Fuß der Treppe ist durch ein lockeres Wäldchen charakterisiert, das durch weitere Baumpflanzungen ergänzt wurde. Hier stehen über 30 geschützte Bäume, vor allem  Ahorn, Robinien und  Ulmen, die zwischen 30 und 80 Jahre alt sind. Es gibt auch einzelne Linden, die noch auf die Gestaltung des Ausstellungsgeländes vor mehr als hundert Jahren zurückgehen. Durch einen hohen Astansatz der Bäume soll nach dem Parkkonzept ein „grünes Dach“ entstehen, das an die Ausstellungshallen des ULAP erinnern soll. In lockeren parallelen Reihen sind schlichte Holzbänke auf dem Platz verteilt, die nachts teilweise von innen heraus leuchten, und dem Ort einen städtischen Charakter verleihen.